# Benna praestans
Benna praestans är en insektsart som beskrevs av Walker 1857. Benna praestans ingår i släktet Benna och familjen kilstritar. Inga underarter finns listade i Catalogue of Life.